# Poa confinis
Poa confinis es una especie botánica de pastos de la subfamilia Pooideae. Se encuentra en la costa occidental de Norteamérica desde Columbia Británica al norte de California, donde crece en las playas, dunas y otros hábitat costeros. 

## Descripción
Poa confinis es una gramínea perennifolia que crece en pequeños mechones, con rizomas y estolones, y alcanza un tamaño de hasta 30 centímetros de altura. Las hojas son estrechas, firmes y rígidas y, a veces dobladas o enrolladas a lo largo de los bordes. La inflorescencia es un pequeño clúster de espiguillas de color marrón claro. La planta es dioica, con individuos masculinos y femeninos que producen los diferentes tipos de inflorescencias, los tipos son de apariencia similar.

## Taxonomía
Poa confinis fue descrita por George Vasey y publicado en U.S. Department of Agriculture. Division of Botany. Bulletin 13(2): pl. 75. 1893.
Etimología
Poa: nombre genérico derivado del griego poa = (hierba, sobre todo como forraje).
confinis: epíteto latino que significa "relacionada con Poa confinis".